# Ljungsarp
Ljungsarp est une localité de la commune de Tranemo dans le comté de Västra Götaland en Suède.
Sa population était de 211 habitants en 2019.